# Алеотти, Алессандро
Алесса́ндро Алео́тти (итал. Alessandro Aleotti, псевдоним J-Ax; род. 5 августа 1972, Милан, Италия) — итальянский певец, рэпер, автор песен и музыкальный продюсер, известен основанием рэп-дуэта Статья 31 с DJ Jad в начале 1990-х, выступает сольно начиная с 2006 года.
Алессандро Алеотти старший брат Лука Паоло Алеотти, бывшего участника дуэта Близнецы ДиВерси. В течение нескольких месяцев он принимал участие в проекте Двое из Пикке вместе с Неффа. В начале 2000-х J-Ax отказался от рэп-стиля, для того чтобы больше сосредоточиться на легкой музыке, оставаясь приверженным своим корням. Он был ещё лучший друг и помощник популярного рэпера Marracash.

## Биография

### Группа «Статья 31»
Алеотти начал писать рэп и пробовать фристайл, одновременно взяв псевдоним J-Ax, который происходит именно от прозвища Джокер (J), Алекс (Ax) (Джокер — прозвище «плохого» персонажа, Алекс, очевидно, аббревиатура от его имени). До начала карьеры певца Алеотти в 1989 году начал петь кавер-версии песен первых итальянских рэперов. В 1991 году он присоединился к только что созданной рок-группе «Статья 31». Тем не менее, первая из существующих записей его голоса восходит к 1992 году, когда он дебютировал на Fiat Uno Rap Up.
Дебютный сингл группы «Статья 31» вышел 1991 году, «Родился, чтобы погреться/6 как 6», в 1993 первый студийный альбом «Улицы города», одним из первых альбомов рэп-музыки на итальянском языке. С моментом после выхода первого альбома связан смешной анекдот, который J-Ax рассказал в своей книге «Никто не думает» (итал. I pensieri di nessuno). Первым диджеем, который играл на радио, был Альбертино с Радио Диджей, который позже стал другом Алеротти благодаря радиопередаче, которую он проводил, «Раз Два Раз Два». В книге «Никто не думает», биографии, опубликованная в 1998 году, J-Ax рассказал о том, когда, работая в течение двух дней после выхода альбома «Улицы города», Альбертино начал передавать сингл «Нажмите здесь» в своей радиопрограмме. Миланский рэпер запомнил тот момент так:

Когда я услышал, как Альбертино объявил мою пьесу, я не поверил. Я слушал всю песню, положил сэндвич и просто ушёл.
Оригинальный текст (англ.)Quando sentii Albertino che annunciava il mio pezzo, non ci credevo. Ascoltai tutto il brano, misi giù il panino e semplicemente me ne andai.

### «Двое из Пикке»
В 2006 году Алеотти вошёл в новую группу «Двое из Пикке», в которой не очень хорошо пошли дела и с 2008 до 2010 Алеотти пел сольно.

### Сотрудничество с Федецем
В 2012 начал впервые сотрудничество с Fedez, он создал совместно с Федецем альбом. В 2016 году Федец и J-Ax выпустили ещё один альбом «Коммунисты с Ролекс (итал. Comunisti col Rolex)», хит альбома, «Я бы хотел, но не место» (итал. Vorrei ma non posto), набрал больше 160 миллионов просмотров на YouTube.

## Сольная карьера
13 октября 2006 года J-Ax выпустил свой первый сольный альбом под названием «Di sana pianta». Диск состоял из 15 частей, все написанные и произведенные J-Ax. 8 сентября 2006 года радиостанции начинают транслировать Первый сингл, «Я люблю тебя или убью тебя». 15 июня 2007 года был представлен сингл «+ Style», который родился в сотрудничестве с группой The Styles.
28 апреля 2007 года J-Ax женился на американской модели Элейна Кокер, а 15 сентября того же года выступил с DJ Jad на MTV Day 2007 в Милане, пел попурри из своих самых больших хитов во время группы Статья 31. 20 июля 2008, J-Ax опубликовал через Myspace песню «Один из нас», чтобы выразить дань и уважение своим поклонникам . 25 октября того же года выходит сингл «Целоваться в кинотеатре», саундтрек, который написал J-Ax для фильма пародия — «Я тебя сжимаю — Я хочу провести последнюю ночь перед тремя поцелуями выше неба».
30 января 2009 года J-Ax выпустил видеоклип на трек «Увеличение дозы», первый трек в стиле рэп — н-ролл, а затем принял участие в треке «БЕЗ КОНЦА», вместе с «Близнецами» и «Space one».
В июне 2009 года J-Ax участвует в инициативе MTV, продвигаемой в поддержку трех предложений закона о народной инициативе, разработанных и написанных студентами на тему школы и университета.
21 мая 2009 года, миланский рэпер представляет, исключительно для MTV, видео на песню, которая дает название его третьему альбому, «Deca Dance». В этом альбоме миланский рэпер сотрудничает с Гридо, Джованотти, Марракашом и Пино Даниеле. Третий альбом состоит, как и предыдущий, из 10 треков и представляет дань восьмидесятым.

### Дальнейшая карьера
В 2015 выпустил совместно с поп-певцом Лоренцо Силембрини сингл «Мария Сальвадор», который набрал больше 140 миллионов просмотров в YouTube. В 2016 году он снялся в видеоклипе певца Фабио Ровацци, Andiamo A Comandare. В 2017 году рэпер заявил, что он после альбома с Федецем выпустит свой последний сольный альбом и закончит музыкальную карьеру.

## Дискография

### Последний альбом
- Коммунисты с Ролекс «J-Ax и Fedez» (с Фабио Ровацци и Il Cile[итал.])

## Треки Альбома
- Maria Salvador (с Il Cile[итал.])  5 × платиновый
- Assenzio (с Fedez и Levante)  2 × платиновый
- Vorrei ma non posto (J-Ax и Fedez)  8 × платиновый
- Senza Pagare (J-Ax и Fedez)  5 × платиновый